# Climat de la Drôme
 (mars 2023).
La mise en forme du texte ne suit pas les recommandations de Wikipédia : il faut le « wikifier ».
Les points d'amélioration suivants sont les cas les plus fréquents. Le détail des points à revoir est peut-être précisé sur la page de discussion.
- Les titres sont pré-formatés par le logiciel. Ils ne sont ni en capitales, ni en gras.
- Le texte ne doit pas être écrit en capitales (les noms de famille non plus), ni en gras, ni en italique, ni en « petit »…
- Le gras n'est utilisé que pour surligner le titre de l'article dans l'introduction, une seule fois.
- L'italique est rarement utilisé : mots en langue étrangère, titres d'œuvres, noms de bateaux, etc.
- Les citations ne sont pas en italique mais en corps de texte normal. Elles sont entourées par des guillemets français : « et ».
- Les listes à puces sont à éviter, des paragraphes rédigés étant largement préférés. Les tableaux sont à réserver à la présentation de données structurées (résultats, etc.).
- Les appels de note de bas de page (petits chiffres en exposant, introduits par l'outil «  Source ») sont à placer entre la fin de phrase et le point final[comme ça].
- Les liens internes (vers d'autres articles de Wikipédia) sont à choisir avec parcimonie. Créez des liens vers des articles approfondissant le sujet. Les termes génériques sans rapport avec le sujet sont à éviter, ainsi que les répétitions de liens vers un même terme.
- Les liens externes sont à placer uniquement dans une section « Liens externes », à la fin de l'article. Ces liens sont à choisir avec parcimonie suivant les règles définies. Si un lien sert de source à l'article, son insertion dans le texte est à faire par les notes de bas de page.
- La présentation des références doit suivre les conventions bibliographiques. Il est recommandé d'utiliser les modèles {{Ouvrage}}, {{Chapitre}}, {{Article}}, {{Lien web}} et/ou {{Bibliographie}}. Le mode d'édition visuel peut mettre en forme automatiquement les références.
- Insérer une infobox (cadre d'informations à droite) n'est pas obligatoire pour parachever la mise en page.

Pour une aide détaillée, merci de consulter Aide:Wikification.
Si vous pensez que ces points ont été résolus, vous pouvez retirer ce bandeau et améliorer la mise en forme d'un autre article.

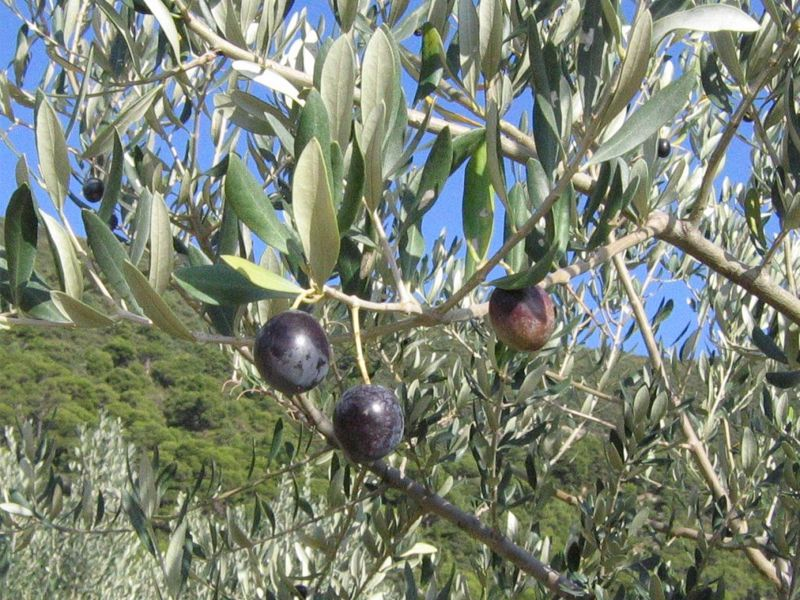
Oliviers dans les Baronnies

Le département de la Drôme est une zone climatique de transition, largement marquée par les différences d'altitude.
Plusieurs formes climatiques se côtoient :  le climat méditerranéen, le climat continental, le climat océanique et le climat montagnard. La Drôme est principalement soumis au climat méditerranéen (voir Climat de la France). Le nord du département connaît un climat méditerranéen altéré par des influences océaniques et continentales tandis que les massifs préalpins de l'est connaissent un climat montagnard, plus froid. Il existe une grande variabilité et un remarquable mélange entre ces influences en fonction de l'endroit où l'on se trouve dans le département. Si les influences méditerranéennes remontent facilement le couloir rhodanien, les influences continentales le redescendent avec la même facilité.

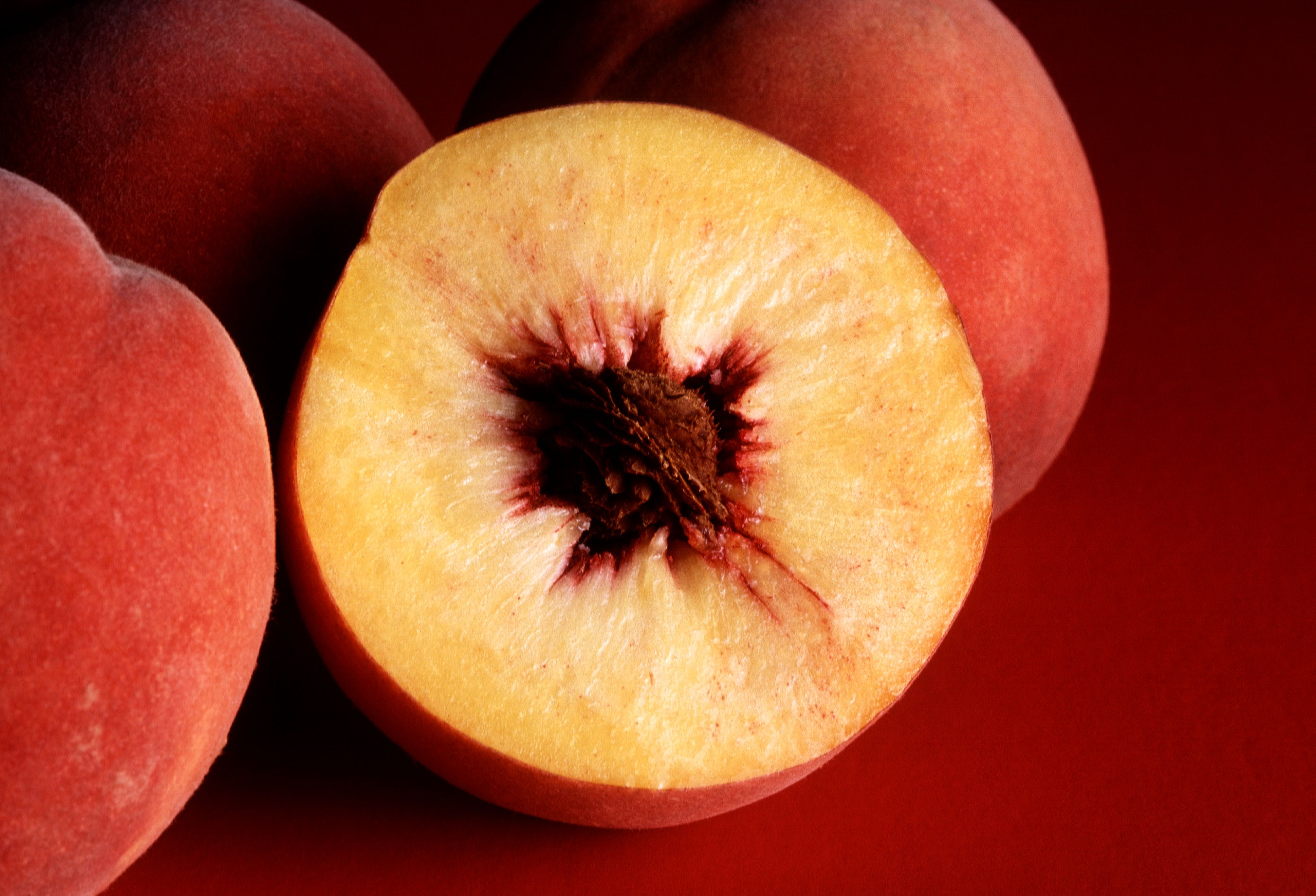
Pêches, dans la plaine de Valence

Le climat du département est régi par deux types de vents principaux : le mistral (vent du nord) et le marin (vent de sud). Le mistral assèche l'air tandis que le marin apporte de l'air doux et humide de Méditerranée. Ces vents peuvent être violents, notamment en vallée du Rhône. Leur présence se fait plus rare à l'est.
Malgré d'importantes différences intérieures et variabilité d'une année sur l'autre, l'ensoleillement annuel est estimé de 2000 à 2800 heures environ du nord au Sud. Il est en moyenne de 2500 heures par an à Valence. En 2020, la Drôme occupe la 8e place des départements les plus ensoleillés de France, entre la Haute-Corse et la Corse-du-Sud.

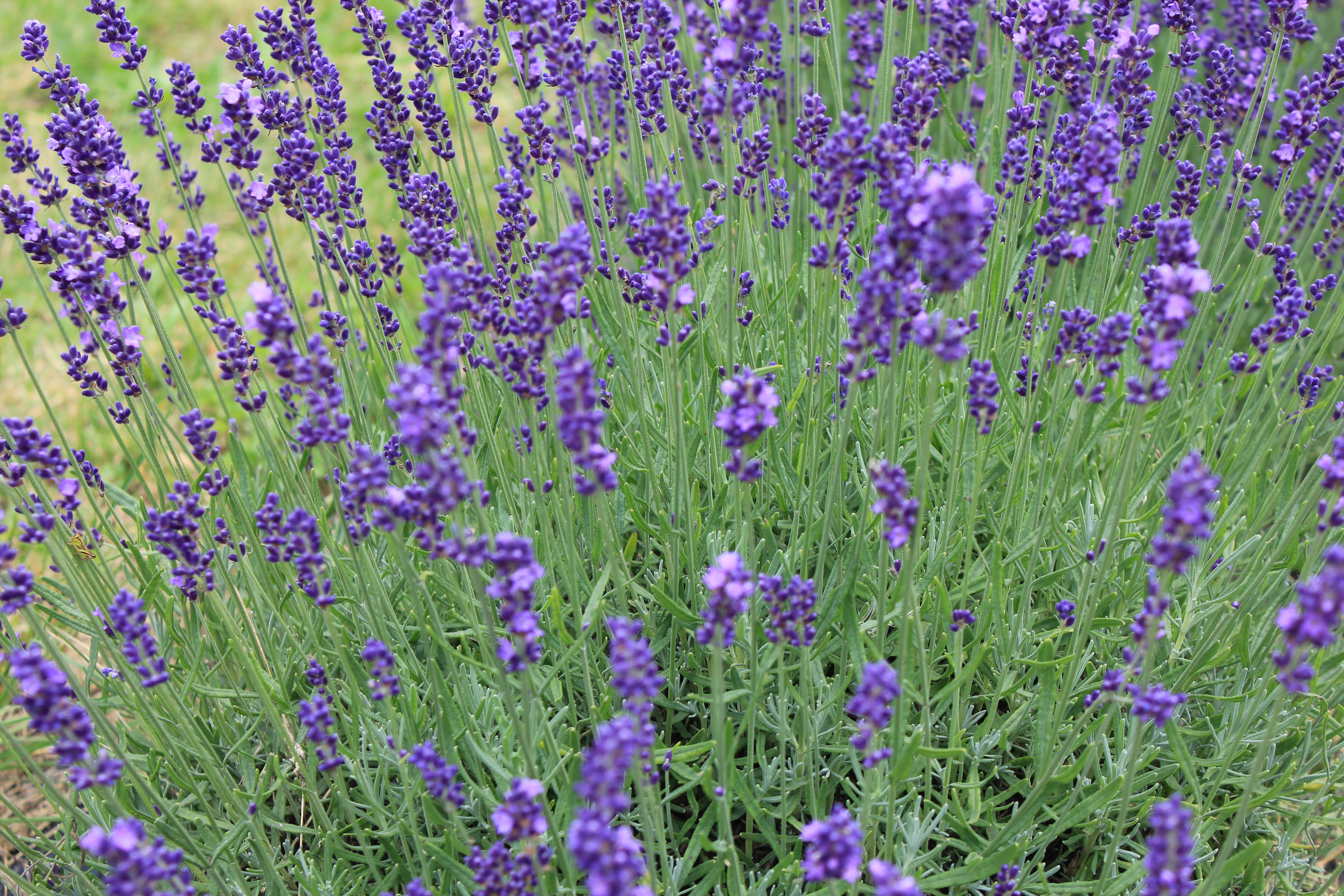
Lavande, dans le Diois

La pluviométrie annuelle est assez importante : environ 750  à   950 mm pour les stations de plaine,. Les pluies sont relativement bien réparties sur les 12 mois de l'année au nord et prennent de plus en plus d'importance en automne tout en devenant de plus en plus rares l'été et l'hiver (les deux saisons sèches) en allant vers le sud.

On compte environ 20 jours par an avec chutes de neige en moyenne sur le nord de la Drôme (bien plus en montagne) et de moins en moins en allant vers le sud (10 jours avec chutes de neige à Montélimar). Les épisodes neigeux importants (>10 cm au sol) ne sont pas rares en vallée du Rhône et même ces dernières années : Novembre 2019,Janvier 2017,Fevrier 2013,mars 2010, janvier 2010, janvier 2006 (par deux fois), avril 2005, janvier 2003, février 2001, novembre 1999, janvier 1997, décembre 1996, etc.

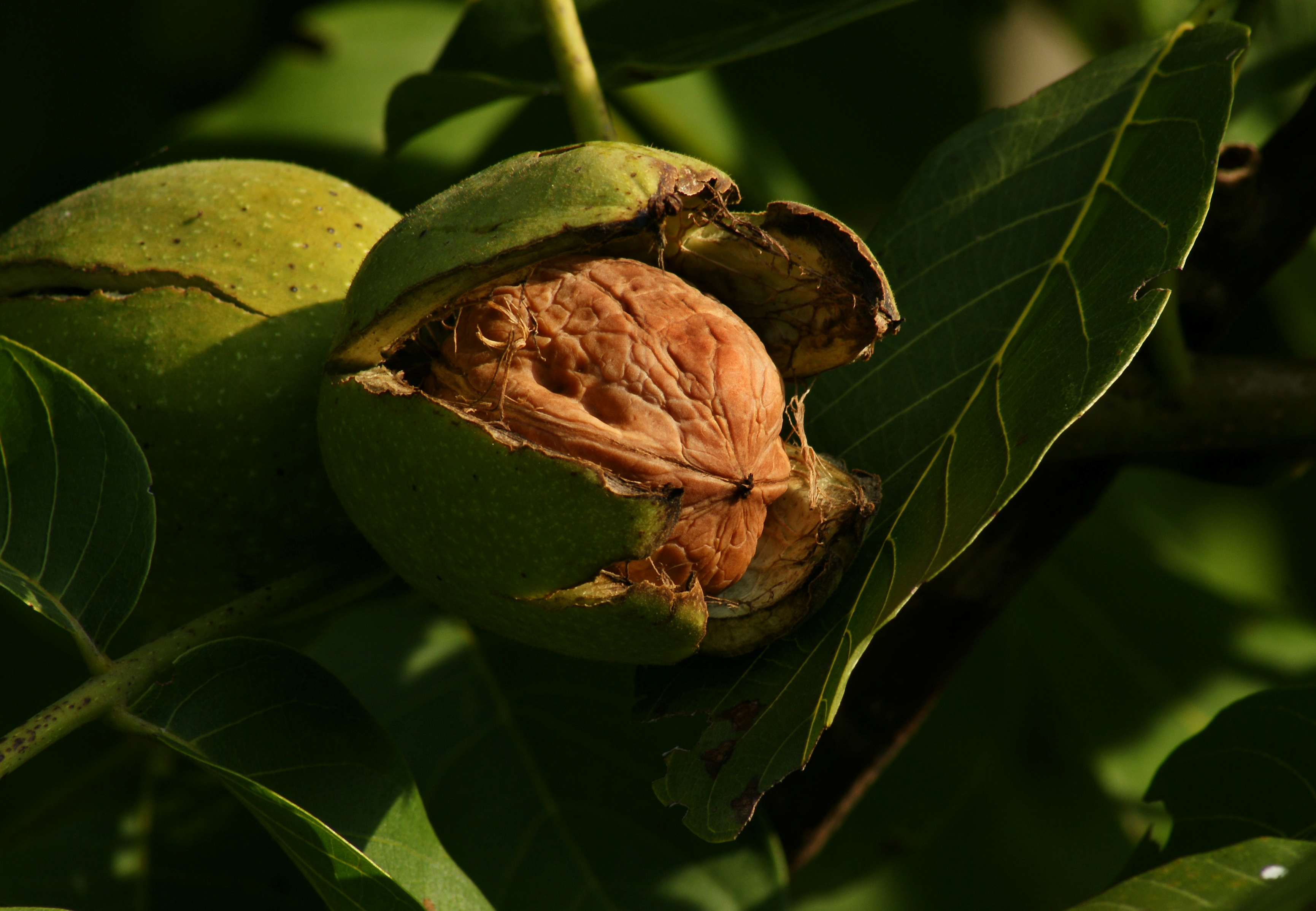
Noix, dans le Royans

La Drôme est un des départements les plus foudroyés par les orages avec le Vaucluse et l'Ardèche. Les orages sont intenses, surtout en automne, mais peuvent l'être également en été en cas de flux d'est avec un peu d'air frais en altitude (205 mm tombés en 2 heures lors d'un orage isolé à Montélimar le 20 septembre 1982).
L'amplitude thermique annuelle est importante (caractéristique du caractère continental) : 4 °C à 5 °C environ de température moyenne en janvier en plaine, contre 22 °C à 23 °C environ en juillet.
Le climat du département a connu une évolution caractérisée par une augmentation des températures et des épisodes de sécheresse depuis la fin du XXe siècle.
Les zones climatiques sont les suivantes :
- Au nord et à l'est de la plaine de Valence, le climat est qualifié de climat méditerranéen dégradé ou altéré[5] car il est en partie soumis à des influences océaniques et semi-continentales, les pluies connaissent des maxima de printemps et d'automne d'importance à peu près similaire. La sécheresse d'été est plus modérée que dans le sud du département et le mistral (vent du nord) ne souffle pas aussi fort.

- La plaine de Valence est une zone de transition, le climat méditerranéen s'affirme, avec une sécheresse d'été plus intense. Les influences océaniques et continentales s'atténuent. L'ensoleillement y augmente rapidement (2500 heures de soleil par an à Valence, ce qui est comparable à de nombreuses villes méditerranéennes, comme Catane) et cela se traduit par l'apparition d'une végétation méditerranéenne typique. Les températures sont intermédiaires entre celles de Lyon et Montélimar. La station Météo-France de Saint-Marcel-les-Valence a une température moyenne d'environ 4 °C en janvier et 22 °C en juillet[6]. L'ancien aéroport de Valence-Chabeuil a pour sa part une température moyenne de 5°C en janvier et 23°C en juillet. Le mistral souffle fortement dans la plaine de Valence, le long de la vallée du Rhône surtout, contribuant à assécher l'air et la terre, son influence s'atténuant progressivement vers l'est. Les villes de Romans ou Crest subissent un vent plus modéré que Valence, et le vent disparaît presque complètement à l'est de la plaine de Valence (Royans par exemple). La pluviométrie est encore relativement élevée toute l'année, grâce notamment aux nombreux orages[7] engendrés par le vent du sud (marin), et elle est plus abondante vers l'est, dans les piémonts notamment, qu'au centre de la plaine qui est souvent victime de sécheresse. Valence a 870 mm de précipitation annuelle avec un minimum en février de 42 mm et un maximum en octobre avec 115 mm[6]. La végétation méditerranéenne (pin maritime, chêne vert, genêt, thym sauvage, immortelle, etc) se rencontre spécialement sur les adrets, surtout sur les terrains pauvres comme la molasse (alentours de Mours au nord de Romans par exemple), calcaires ou encore granitiques (à Tain, où se cultivait autrefois l'olivier, remplacé depuis le gel de 1956 par la vigne et les arbres fruitiers). On y trouve notamment des vignes ou des cultures fruitières, comme la pêche, dont Châteauneuf-sur-Isère est la capitale. La végétation continentale (hêtre, appelé localement fayard, châtaignier, etc) se trouve plutôt sur les hauteurs, les ubacs (Monts du Matin par exemple) ou les terres plus argileuses. On y trouve notamment la culture du noyer. Les deux influences s'entremêlent parfois sur de très courtes distances.

- Le climat prend un caractère méditerranéen plus franc à partir du sud de la plaine de Valence: on peut fixer une limite au niveau du défilé de Cruas-Meysse, frontière naturelle entre la plaine de Valence et le bassin de Montélimar à partir duquel apparaissent les premiers oliviers. C’est ensuite le défilé de Donzère qui marque l’ultime limite du climat méditerranéen franc: Le sud du département subit un climat clairement méso-méditerranéen (culture de l'olivier avec renforcement du mistral et une sécheresse d'été encore plus affirmée, les orages d'été sont plus rares. Le maximum pluviométrique d'automne devient plus net et celui de printemps diminue. Les hivers sont plus doux que dans le nord du département. Pierrelatte a une température moyenne de 5 °C en janvier et de 23 °C en juillet et 770 mm de précipitation annuelle avec deux mois à moins de 40 mm de pluie (février et juillet) et un pic en octobre à 116 mm[8]. En retrait de la zone du mistral mais aérée par un vent local d'origine alpine (le Pontias[9]) qui "débouche" le ciel rapidement, la région de Nyons a le microclimat le plus ensoleillé du département, ainsi que les températures les plus douces (6,5 °C en janvier). Ce climat est réputé pour le traitement des rhumatismes et a attiré des résidents d'un certain âge, ce qui a contribué à valoir à Nyons le surnom de "petit Nice".

- À l'est, l'influence de la montagne s'affirme. La température annuelle moyenne à Lus-la-Croix-Haute à 1 060 m d'altitude est de 7,5 °C, la pluviométrie annuelle est de 1 050 mm. Dans le Vercors, le climat est de type montagnard à influence océanique au nord, il est assez humide. La limite entre le climat des Alpes du Nord et celui des Alpes du Sud se situe généralement au col du Rousset[10]. Le Sud du Vercors, le Diois et les Baronnies sont plus arides, l'influence méditerranéenne s'affirme avec un minimum pluviométrique d'été plus accusé. Même à basse altitude, les températures minimales d'hiver sont plus basses que dans la vallée du Rhône mais le mistral y est beaucoup moins sensible.

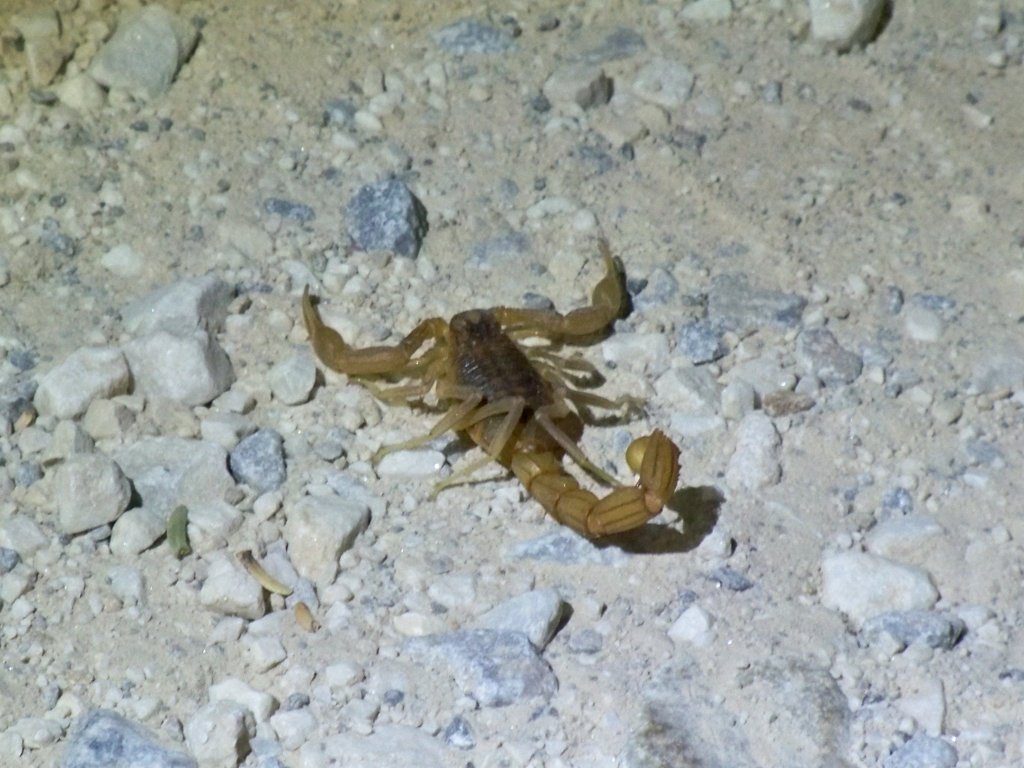
Scorpion typique du Diois

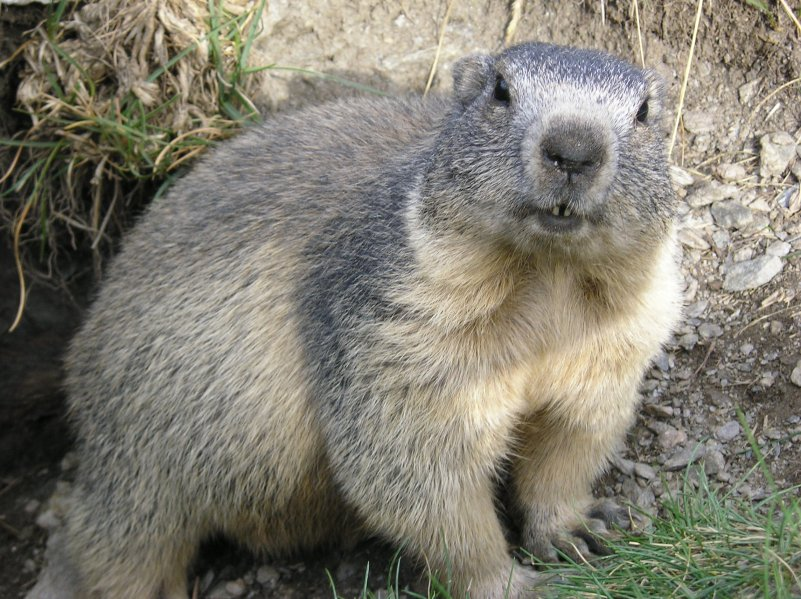
Marmotte, dans Vercors